# 上千俵町
上千俵町（かみせんびょうまち）は、富山県富山市の公称町名である。郵便番号は939-8134。月岡地区センターが所在している。

## 地理

### 河川
- 土川

## 歴史
- 1889年（明治22年）4月1日 - 町村制施行に伴い上新川郡月岡村、月岡新村、開発村、稲野村、上千俵村、大場新村、青柳村、大井村、西福沢村、西田中村、西黒牧村、今町村、上布目村、中布目村が合併し、月岡村が発足。
- 1955年（昭和30年）4月1日 - 上新川郡新保村、熊野村、月岡村が合併し、富南村が発足。
- 1960年（昭和35年）10月1日 - 富山市に編入。

## 世帯数と人口
2021年（令和3年）9月30日現在の世帯数と人口は以下の通りである。
| 町丁     | 世帯数  | 人口  |
| -------- | ------- | ----- |
| 上千俵町 | 156世帯 | 400人 |

## 小・中学校の学区
市立小・中学校に通う場合、学区は以下の通りとなる。
| 番地 | 小学校             | 中学校             |
| ---- | ------------------ | ------------------ |
| 全域 | 富山市立月岡小学校 | 富山市立月岡中学校 |

## 交通

### 鉄道
町内に鉄道駅はない。

### 道路
- 富山県道68号富山外郭環状線
- 富山県道187号荒屋敷月岡町線

## 施設
- 月岡地区センター
- 富山市立月岡小学校
- 月岡幼稚園
- 千俵神社

## 参考出典
- 平凡社地方資料センター 編『富山県の地名 日本歴史地名大系 第16巻』平凡社、1994年。ISBN 4582910084。